# Julius Thole
Julius Thole (ur. 17 maja 1997 w Hamburgu) – niemiecki siatkarz plażowy, wicemistrz Świata z 2019 roku razem z grającym w parze od 2018 roku Clemensem Wicklerem. Z Clemensem zagrał na Igrzyskach Olimpijskich w Tokio, gdzie dotarli do ćwierćfinału.